# Przywilej terapeutyczny
Przywilej terapeutyczny – instytucja prawna pozwalająca lekarzowi w pewnych okolicznościach na odstąpienie od informowania pacjenta.
Od czasów rewolucji bioetycznej przeprowadzanie jakichkolwiek procedur medycznych wymaga zgody, choć etyczne uzasadnienia tego obowiązku formułowane są różnie w obrębie różnych teorii etycznych. Zazwyczaj wiążąca jest świadoma zgoda, co oznacza dobrowolną zgodę kompetentnego (psychologicznie i prawnie), uprzednio odpowiednio poinformowanego pacjenta, który zrozumiał przekazywane mu informacje. Ujawnianie informacji początkowo traktowano jako najważniejszy z elementów świadomej zgody, zaniedbując niekiedy inne względem niego. Pozostaje ono podstawowym prawem pacjenta, co tym samym nakłada na lekarza obowiązek informowania pacjenta, pozwala na realizację takich wartości, jak prawdomówność, lojalność, zaufanie w relacji lekarza i pacjenta. W Polsce mówi o tym Ustawa o zawodach lekarza i lekarza dentysty w artykule 31 w punkcie 1:

Art. 31. 1. Lekarz ma obowiązek udzielać pacjentowi lub jego ustawowemu przedstawicielowi przystępnej informacji o jego stanie zdrowia, rozpoznaniu, proponowanych oraz możliwych metodach diagnostycznych, leczniczych, dających się przewidzieć następstwach ich zastosowania albo zaniechania, wynikach leczenia oraz rokowaniu.

O ile pacjent ma prawo do zrzeczenia się prawa do informacji, o tyle zdarzają się także sytuacje, w których to lekarz nie chciałby pacjentowi udzielić pełnej informacji. Niekiedy lekarz podejrzewa, że ujawnienie pacjentowi pełnej informacji o stanie jego zdrowia i rokowaniach mogłoby przysporzyć choremu cierpienia, którego przy zatajeniu części informacji można by było uniknąć, ma poczucie, że przekazując choremu całą informację, wyrządza mu krzywdę. Dzieje się tak w sytuacji bardzo niekorzystnego rokowania.
Lekarz może wtedy odstąpić od udzielania pełnej informacji. Możliwość taką określa się mianem przywileju terapeutycznego.
Postępowanie takie dopuszczają regulacje prawne i etyczne. Taką sytuację opisuje punkt 4 cytowanego artykułu:

Art. 31. 4. W sytuacjach wyjątkowych, jeżeli rokowanie jest niepomyślne dla pacjenta, lekarz może ograniczyć informację o stanie zdrowia i o rokowaniu, jeżeli według oceny lekarza przemawia za tym dobro pacjenta. W takich przypadkach lekarz informuje przedstawiciela ustawowego pacjenta lub osobę upoważnioną przez pacjenta. Na żądanie pacjenta lekarz ma jednak obowiązek udzielić mu żądanej informacji.

Podobne stanowisko zajmuje Kodeks Etyki Lekarskiej:

Art. 17 W razie niepomyślnej dla chorego prognozy, lekarz powinien poinformować o niej chorego z taktem i ostrożnością. Wiadomość o rozpoznaniu i złym rokowaniu może nie zostać choremu przekazana tylko w przypadku, jeśli lekarz jest głęboko przekonany, iż jej ujawnienie powoduje bardzo poważne cierpienie chorego lub inne niekorzystne dla zdrowia następstwa; jednak na wyraźne żądanie pacjenta lekarz powinien udzielić pełnej informacji.

Przywilej terapeutyczny zastosowanie ma, jak to precyzują powyższe regulacje, tylko w sytuacjach wyjątkowych. Rokowanie musi być niepomyślne, do tego stopnia, że prawda mogłaby zaszkodzić pacjentowi, wywołać u niego poważne cierpienie. Ujawnienie jej byłoby więc sprzeczne z zasadę nieszkodzenia w pryncypializmie 4 zasad. Zatajenie jej musi mieć na celu dobro pacjenta. Nawet wtedy lekarz udziela pacjentowi pełnej informacji, jeśli taka jest wola pacjenta. Poza tym przekazuje informację osobie upoważnionej przez tego pacjenta do informacji bądź też jego przedstawiciela ustawowego, jeśli takowy istnieje.
Zatajenie informacji musi być wyrazem troski o chorego. Niekiedy wręcz przywilej terapeutyczny określa się mianem zasady troski. Określenie takie zwraca uwagę, że to pacjent jest w centrum uwagi, a nie lekarz, korzystający ze swoich "przywilejów" w relacji z chorym. Jest on zobowiązany do troszczenia się o chorego i zazwyczaj troska ta będzie wyrażała się w informowaniu chorego, ale niekiedy w zachowaniu przed nim części informacji.
W okresie medycyny kodeksowej istniały natomiast regulacje nakazujące zatajanie przed chorym prawdy o niekorzystnym rokowaniu. Obecnie uważa się, że nadużywały one przywileju terapeutycznego, starając się w pewien sposób zanegować nieuchronną śmierć i wzmagając lęk przed nią. Również w czasach współczesnych nadużywanie przywileju terapeutycznego obniża jakość relacji lekarz–pacjent, nie pozwalając na pełne zaufanie, określane jako dobro otwierające pacjenta na lekarza w etyce dialogu Levinasa.
Duże wątpliwości budzi natomiast wprowadzanie pacjenta w błąd w sytuacji podawania mu placebo. Zdarza się bowiem, że podanie substancji pozbawionej działania farmakologicznego (a więc niebędącej lekiem), łagodzi objawy zgłaszane przez pacjenta. Wykorzystuje się niekiedy w kardiologii czy psychiatrii. Postępowanie takie stanowi jednak wyraz paternalizmu, a więc pozostaje w sprzeczności z autonomią leczonego.